# Sarcophaga fasciculata
Sarcophaga fasciculata är en tvåvingeart som först beskrevs av Villeneuve 1910.  Sarcophaga fasciculata ingår i släktet Sarcophaga och familjen köttflugor. Inga underarter finns listade i Catalogue of Life.